# 局部環
在數學中，局部環是只有一個極大理想的交換環。
局部環的概念由 Wolfgang Krull 於1938年引入，稱之為 Stellenringe，英譯 local ring 源自扎裡斯基。

## 定義
設 {\displaystyle R} 為交換含幺環。若 {\displaystyle R} 僅有一個極大理想 {\displaystyle {\mathfrak {m}}}，則稱 {\displaystyle R}（或 {\displaystyle (R,{\mathfrak {m}})}）為局部環。域 {\displaystyle R/{\mathfrak {m}}} 稱為 {\displaystyle R} 的剩餘域。
若 {\displaystyle R} 中僅有有限個極大理想，則稱之為半局部環。
一個局部環 {\displaystyle (R,{\mathfrak {m}})} 上帶有一個自然的 {\displaystyle {\mathfrak {m}}}-進拓撲，使得 {\displaystyle R} 成為拓撲環；其開集由 {\displaystyle \{{\mathfrak {m}}^{i}:i\geq 0\}} 生成。當 {\displaystyle R} 為諾特環時，可證明 {\displaystyle R} 為豪斯多夫空間，且所有理想皆是閉理想。
設 {\displaystyle (R,{\mathfrak {m}}),(S,{\mathfrak {n}})} 為局部環，環同態 {\displaystyle \phi :R\rightarrow S} 被稱為局部同態，若且唯若 {\displaystyle {\mathfrak {m}}=\phi ^{-1}({\mathfrak {n}})}。

## 例子
- 域是局部環。
- 形式冪級數環 {\displaystyle k[[X_{1},\ldots ,X_{n}]]} 是局部環，其中 {\displaystyle k} 是個域。極大理想是 {\displaystyle (X_{1},\ldots ,X_{n})}。
- 取係數在{\displaystyle \mathbb {R} } 或 {\displaystyle \mathbb {C} } 上，原點附近收斂半徑為正的冪級數，它構成一個局部環，極大理想表法同上。
- 凡賦值環皆為局部環。
- 設 {\displaystyle R} 為任意交換環， {\displaystyle {\mathfrak {p}}} 為素理想，則相應的局部化 {\displaystyle (R_{\mathfrak {p}},{\mathfrak {p}}R_{\mathfrak {p}})} 是局部環；這也是局部環應用的主要場合。若 {\displaystyle (R,{\mathfrak {p}})} 已是局部環，則 {\displaystyle R{\stackrel {\sim }{\rightarrow }}R_{\mathfrak {p}}}。
- 局部環的商環仍是局部環。

## 動機與幾何詮釋
局部環意在描述一個點附近的函數「芽」。設 {\displaystyle X} 為拓撲空間，{\displaystyle F:=\mathbb {R} } 或 {\displaystyle \mathbb {C} }，且{\displaystyle x\in X}。考慮所有資料 {\displaystyle (f,U)}，其中 {\displaystyle U} 是 {\displaystyle x} 的一個開鄰域，而 {\displaystyle f:U\rightarrow F} 是連續函數。引入等價關係：
{\displaystyle (f,U)\sim (g,V)\iff \exists W\subset U\cap V,\;f|_{W}=g|_{W}} 且 {\displaystyle W} 是 {\displaystyle x} 的開鄰域。
換言之，若兩個函數在 {\displaystyle x} 附近一致，則視之等同。上述等價類在逐點的加法及乘法下構成一個環 {\displaystyle \Gamma _{x}}，其元素稱作在 {\displaystyle x} 的連續函數芽，它體現了連續函數在 {\displaystyle x} 附近的行為。若 {\displaystyle s\in \Gamma _{x}} 滿足 {\displaystyle s(x)\neq 0} ，則存在一個 {\displaystyle x} 的開鄰域 {\displaystyle U} 及連續函數 {\displaystyle f:U\rightarrow F}，使得 {\displaystyle [f,U]=s} 且 {\displaystyle f} 恆非零，因此可定義乘法逆元 {\displaystyle 1/s:=[1/f,U]}。於是 {\displaystyle \Gamma _{x}} 是局部環，其唯一的極大理想是所有在 {\displaystyle x} 點取零的函數，剩餘域則是 {\displaystyle F}。
類似想法可施於微分流形、解析流形或複流形，稍作修改後亦可推廣至代數簇與概形。
在代數幾何與複幾何中，假設適當的有限性條件（例如凝聚性）， 若一陳述對某一點的芽成立，則在該點的某個開鄰域上皆成立；就此而論，局部環集中表現了一點附近的局部性質。
在交換代數中，局部化的技術往往可將問題化約到局部環上；因此交換代數的許多定義與結果都落在局部環的框架內。

## 非交換的情形
一個含么環 {\displaystyle R} 被稱作局部環，若且唯若它滿足下述等價條件：
- R 僅有一個極大左理想。
- R 僅有一個極大右理想。
- {\displaystyle 1\neq 0\in R}，且任兩個非可逆元的和仍為非可逆元。
- {\displaystyle 1\neq 0\in R}，且對任何元素 {\displaystyle x}，{\displaystyle x} 或 {\displaystyle 1-x} 必有一者可逆。
- {\displaystyle 1\neq 0\in R}，若 {\displaystyle R} 中某個有限和是可逆元，則其中某項必可逆。

當上述任一性質成立，則下述三者等同：
- R 的唯一極大左理想
- R 的唯一極大右理想
- R 的 Jacobson根

對於交換環，上述定義化為交換局部環的原始定義。

## 文獻
- V.I. Danilov, , Hazewinkel, Michiel  (编), , Springer, 2001, ISBN 978-1-55608-010-4
- H. Matsumura, Commutative algebra (1970), ISBN 0-8053-7026-9